# Szlak Husarii Polskiej

Szlak Husarii Polskiej – czerwony znakowany szlak turystyczny w województwie śląskim.

## Informacje ogólne
Szlak wytyczył Oddział Bytomski PTTK w 1959 roku z okazji 276 rocznicy przemarszu wojsk polskich pod Wiedeń. Jego pomysłodawcą był znany w regionie przewodnik i krajoznawca ks. Jerzy Pawlik. Swą nazwę zawdzięcza decydującej roli polskiej husarii w bitwie pod Wiedniem pod wodzą króla Jana III Sobieskiego.

## Przebieg szlaku[1]
- Będzin
- Bytom
- Siemianowice Śląskie
- Piekary Śląskie
- Orzech
- Nakło
- Tarnowskie Góry
- Wieszowa
- Zabrze
- Gliwice
- Żernica
- Nieborowice
- Pilchowice
- Stanica
- Rudy
- Rezerwat przyrody Łężczok
- Racibórz
- Pietrowice Wielkie
- Krzanowice